# Lý Tuấn (Bắc Tống)
Lý Tuấn (chữ Hán: 李浚, 964 – 1012), tự Đức Uyên, người Tín Đô, Ký Châu , quan viên nhà Bắc Tống.

## Cuộc đời
Cha là Lý Siêu, vốn làm lính canh, thường đi theo danh tướng Phan Mỹ, ở trong quân làm đao phủ. Phan Mỹ quen thói giận dữ hạ lệnh giết người, mỗi lần như vậy Siêu lại ngầm trì hoãn; Mỹ tan cơn giận, liền tha cho người ấy, nhờ vậy mà nhiều người thoát chết. Mọi người nói rằng Siêu có âm đức.
Tuấn trúng tiến sĩ, dần được cất nhắc làm Bí thư, Tri Khang Châu. Trong niên hiệu Hàm Bình (998 – 1003) thời Tống Chân Tông, Tuấn được vào triều làm Hình bộ Tường phúc, Ngự sử đài Thôi trực quan. Tuấn nhiều lần dâng thư bàn việc, được thăng làm Khai Phong phủ Thôi quan, ban Phi ngư.
Đầu niên hiệu Cảnh Đức (1004 – 1007), Tuấn được bái làm Ngu bộ Viên ngoại lang kiêm Thị ngự sử tri tạp sự, ban Kim tử. Tuấn theo Chân Tông đi Thiền Uyên, dâng sớ bàn việc rất hợp ý hoàng đế. Sau khi trở về, Tuấn nhận mệnh cùng Trần Nghiêu Tư vỗ về Hà Bắc. Sang năm, được làm Phán Lại bộ thuyên . Tuấn ở Hiến phủ (tức Ngự sử đài) chưa đến 2 năm, đế sủng ái, muốn cất nhắc làm Xu mật Trực học sĩ. Tể tướng Vương Đán cho rằng Tuấn tuy có tài, nhưng thiếu kinh nghiệm, chưa đủ danh vọng, đế nhận rằng đã hứa với ông. Sau đó Tuấn được làm Tri Khai Phong, giỏi tra xét ẩn tình, được người kinh sư ca ngợi; dần được thăng đến Hữu tư lang trung, ra làm Tri Tần Châu.
Tuấn bệnh nặng mà mất; ông sinh cùng năm cùng tháng, sau một ngày so với Lý Tông Ngạc, đến nay cũng mất sau một ngày, mọi người lấy làm lạ.